# Csancsiang
Csancsiang (egyszerűsített kínai írással: 湛江, pinjin: Zhànjiāng) prefektúra szintű város Kínában, Kuangtung tartományban. Lakosainak száma 6 981 236 fő (2020).

## Népesség
| 2018 | 7 332 000 |
| 2020 | 6 981 236 |

## Testvérvárosok
- Cairns
- Csicsihar
- Szerpuhov